# Aleksandra Ogilvy
Aleksandra, wielmożna lady Ogilvy, właśc. Alexandra Helen Elizabeth Olga Christabel Ogilvy (ur. 25 grudnia 1936 w Londynie) – księżniczka Zjednoczonego Królestwa, członkini brytyjskiej rodziny królewskiej, wnuczka króla Jerzego V. Była żoną sir Angusa Ogilvy’ego. Przed małżeństwem była znana jako „księżniczka Aleksandra z Kentu” (of Kent), a w rodzinie jako Alex.
Księżniczka sprawowała królewskie obowiązki i honory w imieniu swojej kuzynki, królowej Elżbiety II. Znajduje się w linii sukcesji do brytyjskiego tronu. Aleksandra Windsor jest brytyjską księżniczką krwi (Princess), księżniczką Zjednoczonego Królestwa Wielkiej Brytanii i Irlandii Północnej.

## Wczesne lata życia
Księżniczka Aleksandra urodziła się 25 grudnia 1936 przy Belgrave Square 3 w Londynie. Jej ojcem był Jerzy, diuk Kentu, 4. syn Jerzego V i królowej Marii. Matka Aleksandry, Marina, księżna Kentu, była z urodzenia księżniczką grecką i duńską (córką księcia Mikołaja i wielkiej księżnej Rosji Eleny Władimirownej Romanowej). Jako wnuczka monarchy w linii męskiej od urodzenia jest brytyjską księżniczką z prefiksem „Jej Królewskiej Wysokości”. W momencie narodzin Aleksandra Windsor była 6. w kolejności do tronu. Księżniczka została ochrzczona w prywatnej kaplicy Pałacu Buckingham 9 lutego 1937. Jej rodzicami chrzestnymi byli: Jerzy VI, królowa Elżbieta, grecki książę Mikołaj, jugosłowiańska księżna Olga, Karl Theodor, hrabia zu Törring-Jettenbach, norweska królowa Maud, hrabia Athlone i księżna Henry of Battenberg.
Księżniczka Aleksandra spędziła większość swego dzieciństwa w wiejskiej rezydencji rodzinnej Coppins w Buckinghamshire. Podczas II wojny światowej mieszkała ze swą babką, królową Marią, w Badminton House, wielkiej posiadłości wiejskiej w Gloucestershire. Jej ojciec zginął 25 sierpnia 1942 w wypadku lotniczym podczas służby w Royal Air Force niedaleko Caithness w Szkocji.
20 listopada 1947 była druhną na ślubie swych kuzynów, księżniczki Elżbiety i Filipa Mountbattena, późniejszego księcia Edynburga.
Księżniczka Aleksandra była pierwszą brytyjską księżniczką w historii, która uczęszczała do zwyczajnej szkoły, Heathfield School, niedaleko Ascot.

## Małżeństwo
24 kwietnia 1963 poślubiła, w Opactwie Westminsterskim Angusa Ogilvy’ego (1928-2004), drugiego syna 12. hrabiego Airlie i lady Alexandry Coke. Ceremonia, w której uczestniczyli wszyscy członkowie Rodziny Królewskiej, była transmitowana za pośrednictwem mediów na cały świat, obejrzało ją ponad 200 milionów osób.
Ogilvy odrzucił propozycję królowej Elżbiety II przyznania mu parowskiego tytułu hrabiowskiego, co oznaczało iż jego przyszłe dzieci z Aleksandrą nie będą posiadały z urodzenia żadnych tytułów i godności. Angus odrzucił także ofertę zamieszkania w jednym z królewskich pałaców. Ostatecznie para zamieszkała w Thatched House Lodge w Londynie, ale Aleksandra zatrzymała swój apartament w St. James’s Palace. W 1988 małżonek księżniczki Aleksandry został odznaczony Krzyżem Wielkim Królewskiego Orderu Wiktoriańskiego. W 1997 wszedł w skład Tajnej Rady. Był również Strażnikiem Osoby Jej Królewskiej Mości w Szkocji (Her Majesty's Bodyguard for Scotland).
Aleksandra Windsor i sir Angus mieli dwójkę dzieci i czwórkę wnucząt, żadne z nich nie wykonuje oficjalnych królewskich obowiązków i zadań:
- James Robert Bruce (ur. 29 lutego 1964). 30 lipca 1988 poślubił Julię Rawlinson, potomstwo:
  - Flora Ogilvy, ur. 1994
  - Alexander, ur. 1996
- Marina Victoria Alexandra (ur. 31 lipca 1966). Potomstwo:
  - Zenouska Mowatt, ur. 1990
  - Christian Mowatt ur. 1993

## Królewskie obowiązki

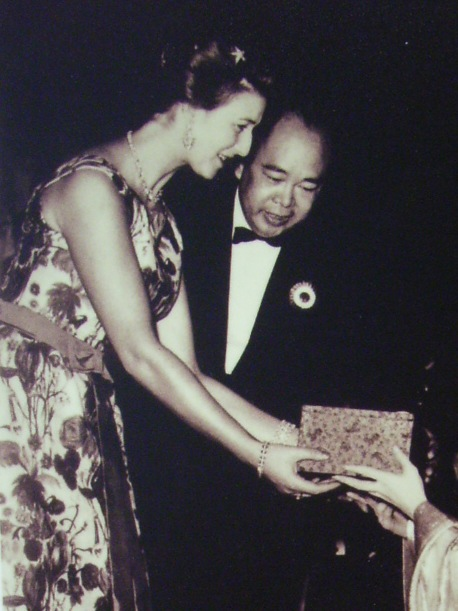
Księżniczka Aleksandra i chiński śpiewak operowy, Yam Kim-Fai (1961)

Od końca lat 1950. księżniczka Aleksandra pomagała Elżbiecie II w wykonywaniu królewskich obowiązków i państwowych zadań, zarówno w Zjednoczonym Królestwie jak i terytoriach zamorskich.
W 1959 odbyła długą wizytę po Australii, uczestniczyła m.in. w obchodach stulecia Queenslandu. Powróciła do kraju w 1967 na prywatne wakacje, wypełniając jednak nadal swoje obowiązki m.in. w Canberze i Melbourne. Aleksandra reprezentowała Elżbietę II podczas ceremonii uzyskania przez Nigerię niepodległości 1 października 1960, 3 października otworzyła pierwsze obrady parlamentu. Później odbywała jeszcze podróże do Kanady, Włoch, Norwegii, Tajlandii, Gibraltaru i na Falklandy.
Od 1964, czyli od czasu powstania uczelni, była kanclerzem Lancaster University. Zrezygnowała z tej funkcji w 2005, kiedy odebrała także honorowy dyplom z muzyki. Księżniczka Aleksandra jest honorowym członkiem wielu organizacji i stowarzyszeń, w tym The Royal College of Physicians and Surgeons of Glasgow, The Royal College of Anaesthetists, The Royal College of Obstetricians and Gynaecologists i The Royal College of Physicians. Jest także prezydentem inicjatywy charytatywnej Alexandra Rose Day, ufundowanej na cześć jej prababki, królowej Aleksandry. Była także patronką założonej w 1855 The Royal School w Hampstead (obecnie jest nią księżna Kornwalii).
Na pokrycie wydatków związanych z oficjalną działalnością Aleksandra otrzymuje co roku 225 tys. funtów z tzw. listy cywilnej. Tak jak w wypadku innych członków Rodziny Królewskiej (z wyjątkiem księcia Edynburga), Elżbieta II zwracała całą kwotę do skarbu państwa, fundując tym samym oficjalną działalność księżniczki Aleksandry ze swojego portfela. Księżniczka mieszka w Thatched House Lodge w londyńskim Richmond, rezydencji królewskiej nabytej przez Angusa Ogilvy po ślubie. Korzysta także z apartamentu w St. James’s Palace w Londynie.
Księżna jest także patronką English National Opera (Angielskiej Opery Narodowej).

## Tytuły
- 25 grudnia 1936 – 24 kwietnia 1963: „Jej Królewska Wysokość Księżniczka Aleksandra z Kentu”
- 24 kwietnia 1963-1989: „Jej Królewska Wysokość Księżniczka Aleksandra”, „Wielmożna Pani Angusowa Ogilvy”
- 31 grudnia 1989: „Jej Królewska Wysokość Księżniczka Aleksandra”, The Honourable Lady Ogilvy

Jej pełny, oficjalny tytuł to „Jej Królewska Wysokość Księżniczka Aleksandra Helen Elizabeth Olga Christabel z Kentu”, The Honourable Lady Ogilvy, Royal Lady of the Most Noble Order of the Garter, Dame Grand Cross of the Royal Victorian Order.